# 양구여자고등학교
양구여자고등학교(楊口女子高等學校)는 대한민국 강원특별자치도 양구군 양구읍 정림리에 있는 공립 고등학교이다.

## 학교 연혁
- 1974년 1월 5일 : 양구여자고등학교 설립인가(2학급)
- 1974년 3월 5일 : 입학식 거행(2학급)
- 1993년 12월 30일 : 사무자동화 1학급 인가
- 2000년 10월 23일 : 보통화 1학급 증설(10학급 인가)
- 2023년 9월 1일 : 제17대 이병기 교장 부임
- 2025년 1월 8일 : 제49회 졸업식 46명(총 5,852명)
- 2025년 3월 4일 : 2025학년도 입학식 44명 입학

## 참고 자료
- 양구여자고등학교 - 한국교육학술정보원 학교알리미